# Desalojo de la Autopista del Sol de 2011
El desalojo de la Autopista del Sol de 2011 ocurrió el 12 de diciembre de 2011, cuando estudiantes de la Escuela Normal Rural de Ayotzinapa se trasladaron a Chilpancingo de los Bravo para solicitar el cumplimiento de un pliego petitorio y, tras bloquear la Autopista del Sol fueron atacados por policías municipales, estatales y federales al desalojarlos, asesinado a dos estudiantes de la Normal por parte de la policía y la muerte de un empleado de una gasolinera. El caso se considera un antecedente directo de la desaparición forzada de los 43 estudiantes normalistas, ocurrida en 2014.Por este hecho la Comisión Nacional de Derechos Humanos (CNDH) realizó una recomendación y ante la falta de justicia por autoridades mexicanas, familiares de las víctimas demandaron al Estado mexicano en 2015 ante la Comisión Interamericana de Derechos Humanos (CIDH).

## Contexto
En un panorama general el presupuesto asignado por el Gobierno de México a las normales rurales de México ha ido a la baja, haciendo su subsistencia un asunto permanente. A lo largo del siglo XX y XXI han existido acciones orientadas desde la reducción de sus matrículas a abiertamente desaparecerlas. A mediados de los años 2000 la insistencia de incluir a las escuelas normales rurales en los exámenes de acceso del Centro Nacional de Evaluación para la Educación Superior desataron movilizaciones en varias de estas instituciones. A la par de las acciones de lucha social, que implican acciones como asambleas, marchas, mítines y bloqueos carreteros por parte de los estudiantes normalistas, en 2008 ocurrió una fuerte represión por parte de la Policía Estatal de Michoacán que detuvo con violencia a 130 estudiantes en los alrededores de la Escuela Normal Rural Lázaro Cárdenas del Río, conocida como la Normal de Tenería; en 2010 la policía de Aguascalientes desalojó con violencia un bloqueo carretero y detuvo arbitrariamente a 13 alumnas de la Escuela Normal Rural Justo Sierra Méndez.Ya en esos episodios se registran tanto disparos de fuego directos a los manifestantes, como hechos de violencia extrema atribuidos por los medios de comunicación a la entonces Policía Federal Preventiva (PFP) —hoy parte de la Guardia Nacional—, como el arrastre de un estudiante manifestante por varios metros desde un camión así como el ataque a representantes de la prensa y la destrucción de sus equipos de trabajo.En ese año la entonces lideresa de facto del Sindicato Nacional de Trabajadores de la Educación (SNTE), Elba Esther Gordillo, dijo que las normales rurales eran «semilleros de guerrilleros».
Finalmente, la CNDH caracterizó como un antecedente directo de los hechos violentos del desalojo de la Autopista del Sol de 2011 la represión a estudiantes de la Normal de Ayotzinapa el 30 de noviembre de 2007 a las afueras del Congreso del Estado de Guerrero en Chilpancingo, en donde fueron detenidos 54 estudiantes mediante violencia y brutalidad policial al ser dispersada una protesta.En esa ocasión la serie de reformas a partir de la Alianza por la Calidad de la Educación en el sexenio de Enrique Peña Nieto y la petición de 50 plazas más a las existentes desataron las protestas que fueron reprimidas brutalmente por la policía de Guerrero.

## Hechos
El 12 de diciembre de 2011 unos 300 estudiantes de la Escuela Normal Rural de Ayotzinapa se trasladaron a Chilpancingo de los Bravo, capital de Guerrero, para solicitar el cumplimiento de un pliego petitorio que, entre otras cosas, demandaba la reparación de las instalaciones del plantel, el aumento de los recursos para su sustento y la garantía de plazas en el sector público de la educación para todos los egresados de la Normal. Pedían una audiencia con el entonces gobernador Ángel Heladio Aguirre Rivero.
Los manifestantes bloquearon la Autopista del Sol a la altura del kilómetro 007+500 en dirección norte a sur entre las 11:29 y las 12:45. El bloqueo de la autopista comenzó a las 11:34 cuando los estudiantes de Ayotzinapa cruzaron cuatro autobuses en distintas direcciones para bloquear el paso de vehículos. Para retirar la manifestación arribaron hasta el lugar 17 elementos y un mando de la División de Fuerzas Federales de la Policía Federal —hoy integrada a la Guardia Nacional—. Entre las 11:50 y las 11:56 llegó otro contingente de policías pertenecientes a la Coordinación Estatal de la Policía Federal en Guerrero en cinco vehículos. Asimismo llegó un representante de la Secretaría General de Gobierno del estado de Guerrero para negociar el retiro del bloqueo.
A las 12:05 ante la negativa de los manifestantes de retirar el bloqueo de la autopista, comenzaron enfrentamientos verbales entre los mismos y los policías. Otros 32 elementos de la División de Fuerzas Federales de la Policía Federal llegaron en vehículos para reforzar a los policías presentes. Entre las 12:07 y las 12:12 los policías comenzaron a avanzar sobre los estudiantes, quienes corrieron en dirección hacia la gasolinería «Eva» con número 4033 en dirección a Petaquillas. A las 12:12 un elemento de la Policía Federal lanzó una granada de gas lacrimógeno a los manifestantes y a las 12:13 comienza el incendio de una bomba de la estación de gasolina «Eva» luego de que presuntamente dos estudiantes prendieron fuego a dos garrafas de gasolina y el fuego se extendió hacia una de las bombas despachadoras. Entre las 12:13 y las 12:17 ocurren las primeras detenciones por parte de elementos de la Policía Federal hacia los manifestantes, a quienes apuntan con sus armas y someten de manera violenta, además de realizar disparos al aire. Algunos manifestantes son entregados a personas en vehículos particulares que se sabría posteriormente eran agentes vestidos de civil de la Policía Ministerial adscrita a la Procuraduría General de Justicia del Estado de Guerrero.
A las 12:20 la escena se divide entre los estudiantes siendo perseguidos y detenidos y la detonación de armas de fuego, cruzando disparos en distintas direcciones de la autopista. Testigos observan a personas vestidas de civil desde un puente haciendo disparos con armas de fuego. Se sabría posteriormente que eran elementos de la Policía Ministerial del estado de Guerrero. En ese momento arriba la Secretaría de Seguridad Pública y Protección Civil del estado de Guerrero con cinco elementos y 26 más con equipo antimotines.Algunos de los elementos portaban rifles de asalto tipo AK-47, mismas que no estaban consideradas dentro del armamento policial de ese momento.
A las 12:28 un grupo de estudiantes escapa en dirección hacia Petaquillas y los elementos policiacos continúan la persecución en las inmediaciones de la escena. A las 12:30 se observa a integrantes de la Policía Federal limpiar y recoger evidencias diversas, y a las 12:45 arriba el Ejército Mexicano. Son 17 los estudiantes detenidos y trasladados a las instalaciones de la Procuraduría General de Justicia del Estado de Guerrero en donde son torturados y golpeados, obligados a permanecer boca abajo por dos horas y amagándolos con hacerse responsables de la muerte de dos estudiantes.
En el pavimento de la autopista quedaron los cuerpos de los estudiantes de la Normal de Jorge Alexis Herrera Pino y Gabriel Echeverría de Jesús víctimas de disparos de fuego. Gonzalo Miguel Rivas Cámara, ingeniero, sufrió quemaduras de tercer grado al intentar apagar el incendio que varias personas, sin identificar, iniciaron en dos bombas dispensadoras y murió días después.Un normalista, Édgar David Espíritu Olmedo y otra persona más, chofer de una empresa distribuidora de alimentos, resultaron heridos por arma de fuego.

## Consecuencias
Luego de los hechos la autopista fue liberada. La escena del crimen de Jorge Alexis Herrera Pino y Gabriel Echeverría de Jesús fue alterada y manipulada por los elementos policiacos. Los detenidos del episodio fueron trasladados a las instalaciones de la Procuraduría General de Justicia del Estado de Guerrero en Chilpancingo donde son torturados y golpeados.Algunos de ellos son señalados por autoridades al contar entre sus bolsillos con casquillos de distintos calibres en sus bolsillos y un cargador de fusil de asalto, mismos que habían recogido como evidencias del ataque el ser limpiada la escena del crimen.
El 12 de diciembre de 2012 se llevó a cabo una marcha pacífica en la que participaron aproximadamente 1500 personas. Familiares y estudiantes de la Escuela Normal Rural de Ayotzinapa realizaron una misa en el punto conocido como Parador del Marqués, sobre la Autopista del Sol, al sur de Chilpancingo.[cita requerida]
El 6 de enero de 2012 el gobierno de Ángel Aguirre convocó a servidores públicos a participar en una marcha en su apoyo en las calles de Chilpancingo. En ella, además de expresiones de apoyo al gobierno de Aguirre, medios de comunicación reportaron expresiones de odio hacia los normalistas de Ayotzinapa y de repudio hacia la CNDH.
En punto de las 11:30 horas, el padre Héctor Miranda ofreció una misa en honor a los dos jóvenes normalistas, justo en el mismo lugar de los hechos de 2011. Para esto, fue cerrada la circulación totalmente durante media hora. Posteriormente se realizó un mitin en el Congreso del Estado de Guerrero que terminó en el Palacio de Gobierno de Iguala.Ahí, familiares de los normalistas asesinados reprocharon a las autoridades de procuración de justicia los nulos avances en las investigaciones y la falta de castigo para los autores materiales e intelectuales del desalojo violento que derivó en la muerte de tres personas.

### Versión oficial y cambio en la narrativa
Al saberse el episodio, el gobierno del estado de Guerrero intentó crear y posicionar en la sociedad una versión oficial favorable al Estado Mexicano en donde criminalizaba a los normalistas participantes, atribuyéndoles la responsabilidad de las muertes de sus propios compañeros, el incendio de la gasolinería, la muerte del empleado Gonzalo Miguel Rivas Cámara y minimizó el uso excesivo de la fuerza ocupada en el operativo, la brutalidad policial con la que fueron dispersados y niega su responsabilidad en el uso de armas de fuego en la escena y la presencia de rifles de asalto de alto calibre.En un comunicado el gobierno afirmó que se encontraron evidencias de uso de fusiles AK-47, mismos que no están en las armas usadas por la Procuraduría Estatal, por lo que se deslinda de su accionamiento. Señala —sin acusar directamente— que un estudiante tenía en sus bolsillos un cargador de ese fusil. Afirma que en los hechos hubo intereses ajenos que buscaban desestabilizar al gobierno.
Medios de comunicación locales y nacionales (entre estos La Jornada, Excélsior, El Universal) señalaron en sus coberturas periodísticas tras los hechos un «enfrentamiento» o un «choque» entre manifestantes y los policías, enmarcar los hechos como la justificación a hechos vandálicos o violentos y enfatizar a los manifestantes como los causantes de los homicidios. Sin mencionar las causas del cierre de la autopista, se señala que el operativo policiaco se salió de control ante la toma vandálica de una caseta. El mismo día distintos testimonios en redes sociales comienzan a circular en donde se observan las primeras evidencias de un uso desproporcionado de la fuerza policial, la represión a los participantes y la muerte de los dos normalistas. En respuesta el gobierno estatal allega a medios una versión editada de 7 minutos de cámaras de vigilancia del día de los hechos buscando una versión favorable, especialmente aquellos que apuntaban hacia la gasolinera «Eva».Ya en el video la versión oficial se contradice al mostrar desarmados a los estudiantes, a policías vestidos de civil disparando armas de alto poder hacia los estudiantes y escenas de brutalidad policial por parte de elementos de la Policía Federal.En esa conferencia de prensa el entonces procurador Alberto López Rosas mostró un arma de alto calibre y una granada de fragmentación que presuntamente portaba uno de los normalistas, Gerardo Torres, quien a su vez fue torturado con el fin de aceptar que habría disparado a sus compañeros.
El 12 y el 13 de diciembre surgen nuevos datos de prueba contradiciendo la versión oficial. El 13 el periódico Reforma muestra imágenes de individuos vestidos de civil disparando al grueso de los manifestantes. Por la noche en el noticiario de Joaquín López Dóriga de Televisa se muestra otro video en donde se ven involucrados a elementos de la Policía Ministerial adscrita a la Procuraduría General de Justicia del Estado de Guerrero accionando sus armas. La evidencia contundente la aportan las fotografías del fotoperiodista Sebastián Luna, que muestran a varias personas vestidas de civil que serían identificadas como parte de la Policía Ministerial con rifles en las manos disparando a los manifestantes.
Es entonces que la narrativa oficial tuvo que cambiar obligada por la polémica.El 13 de diciembre el gobernador Aguirre ordena la separación de sus cargos al que era procurador general de Justicia, Alberto López Rosas, Ramón Almonte Borja y Ramón Arreola Ibarría, secretario y subsecretario de Seguridad Pública guerrerense, respectivamente y el director de la Policía Ministerial, Antonio Valenzuela Valdez. Aguirre Rivero afirmó que en estos operativos su gobierno no enviaba elementos armados a estos operativos, y que en el caso de los con rifles de asalto, estos pudieron haber acudido al sitio armados por probable decisión propia.

### Investigación judicial
El 29 de diciembre de 2012 elementos de la PGR y la PF realizaron una reconstrucción de los hechos en la autopista, cerrando por varias horas la misma. Ese día familiares de las víctimas denunciaron públicamente al entonces subsecretario de Asuntos Políticos del gobierno estatal, Víctor Aguirre Alcaide, de ofrecerles 100 mil pesos a cada familia de las víctimas del desalojo, acto que calificaron como un intento de soborno.
El 27 de febrero de 2012 la PGR emitió una orden de aprehensión en contra de 10 funcionarios involucrados en el caso. Un juzgado de distrito otorgó un amparo a Alberto López Rosas para seguir el proceso legal por presuntos delitos contra la administración de justicia y encubrimiento.
Los elementos policiacos Rey David Cortés e Ismael Matadamas Salinas fueron los acusados por la PGR de disparar en contra de Jorge Alexis Herrera Pino y Gabriel Echeverría de Jesús, por lo que fueron detenidos y puestos en prisión preventiva. Ambos fueron liberados en 2013 por falta de pruebas. Rey David Cortés fue asesinado en 2019.

### Recomendación de la CNDH
Organizaciones no gubernamentales y estudiantes de la Escuela Normal Rural de Ayotzinapa solicitaron un juicio político contra Ángel Aguirre Rivero por su presunta responsabilidad en la muerte de los estudiantes. El Congreso de la Unión instaló una comisión especial para la revisión del caso unos días más tarde.
En marzo de 2012 hizo pública la recomendación VG001/2012 dirigida a autoridades de distintos niveles de gobierno, mismas que no han sido atendidas. La CNDH dio a conocer que el gobierno de Guerrero no siguió las recomendaciones hechas después del asesinato de los estudiantes.

### Juicios políticos
En 2013 la Comisión Instructora del Poder Legislativo de Guerrero determinó a partir de la recomendación VG001/2012 de la CNDH que se realizara un juicio político contra Alberto López Rosas y Ramón Almonte Borja por presuntas acciones u omisiones que derivaron en violaciones graves a derechos humanos. Ambos funcionarios fueron exonerados de un probable juicio político al contar con la mayoría en el congreso del Partido de la Revolución Democrática (PRD), afín tanto al gobernador como a los indiciados.

## Repercusiones
En sus conclusiones, la CNDH advirtió que la impunidad en el castigo a los delitos ocurridos en el desalojo, que fueron violaciones graves a derechos humanos hechas por representantes del Estado Mexicano a los estudiantes de la Normal de Ayotzinapa, dio el ambiente propicio a que la persecución gubernamental y el linchamiento social a los normalistas continuara. Dos episodios más de represión con brutalidad policial y disparos de armas de fuego ocurrirían tras el desalojo de la autopista, uno el 10 de diciembre de 2012 en la carretera Iguala-Chilpancingo y otro el 7 de mayo de 2013, donde fueron detenidos arbitrariamente 25 estudiantes y liberados tras movilizaciones encabezadas por la Coordinadora Nacional de Trabajadores de la Educación (CNTE).Tras esos episodios de represión, el conflicto social derivaría en la desaparición forzada de los 43 estudiantes normalistas ocurrida tres años después de los hechos del desalojo, catalogada por el Gobierno de México como un crimen de Estado.

### Caso Heckler & Koch
El uso de armas de alto poder en el desalojo de la autopista figuró en el Caso Heckler & Koch, al ser detectadas en el episodio armas vendidas por el fabricante de armas alemán a autoridades mexicanas de manera corrupta entre 2003 y 2011. Diferentes empleados de Heckler & Koch habrían vendido armas a las autoridades estatales de México, entre ellas las de Guerrero, a pesar de tener una prohibición legal de hacerlo a gobiernos con reportes de violaciones graves a derechos humanos.
El activista y abogado antiarmamentista alemán Jürgen Grässlin demandó a Heckler & Koch en 2010 por estas ventas irregulares. En una entrevista citada por DW, Grässlin afirmó que la venta de rifles de asalto debía impedirse a gobiernos corruptos o con reportes de violaciones graves a derechos humanos en México, ya que las consecuencias serían para el país «fatales. En estos primeros años, policías mexicanos extremadamente corruptos dispararán y matarán a manifestantes y otras personas indefensas con estos rifles de asalto alemanes exportados ilegalmente», dijo el abogado.Si bien no se tiene evidencia legal del accionamiento de los fusiles G36 de Heckler & Koch en el episodio del 12 de diciembre de 2011, medios alemanes reportaron observarlos en manos de policías durante el despliegue operativo en la Autopista del Sol.Las armas fabricadas por Heckler & Koch serían usadas, finalmente, en los hechos de la muerte y desaparición de los estudiantes de Ayotzinapa 2014.